# Joana Lourença Gómez de Sandoval y Lacerda
Joana Lourença Gómez de Sandoval y Lacerda (Madrid, 18 de agosto de 1579), foi uma nobre espanhola, filha de Francisco Gomez de Sandoval y Rojas, 1º duque de Lerma, e de sua mulher Catarina de La Cerda.
D. Joana, veio a ser duquesa de Medina Sidónia por casamento, em 1598, com João Manuel Peres de Gusmão, 8º duque de Medina Sidonia.
Deste casamento nasceram: 
- Afonso Perez de Guzmán, 12º conde de Niebla, morto em vida de seu pai;
- Gaspar de Guzmán, 9º duque de Medina Sidonia, que deu continuidade a esta nobre Casa;
- Luisa de Gusmão, rainha de Portugal por casamento com D. João IV;
- Baltazar de Guzmán, morreu jovem sen descendência;
- Melchior de Guzmán, casado com Luisa Josefa Manrique de Zuñiga, 3ª marquesa de Villamanrique, de quem descendem os marqueses de Ayamonte e de Villamanrique;
- Francisca de Guzmán, morta jovem sem aliança;
- Catarina de Guzmán, morta jovem sem aliança.

Desconhece-se a data da sua morte.